# Beaumont-du-Périgord
Beaumont-du-Périgord, (en occitano Bèlmont de Perigòrd), era una comuna francesa situada en el departamento de Dordoña, de la región de Nueva Aquitania, que el 1 de enero de 2016 pasó a ser una comuna delegada de la comuna nueva de Beaumontois-en-Périgord al fusionarse con las comunas de Labouquerie, Nojals-et-Clotte y Sainte-Sabine-Born.

## Demografía
| Gráfica de evolución demográfica de Beaumont-du-Périgord entre 1800 y 2013 |
|                                                                            |

Los datos demográficos contemplados en este gráfico de la comuna de Beaumont-du-Périgord se han cogido de 1800 a 1999 de la página francesa EHESS/Cassini, y los demás datos de la página del INSEE.